# Pseudorhyssa nigricornis
Pseudorhyssa nigricornis là một loài tò vò trong họ Ichneumonidae.